# Sustantivo contable

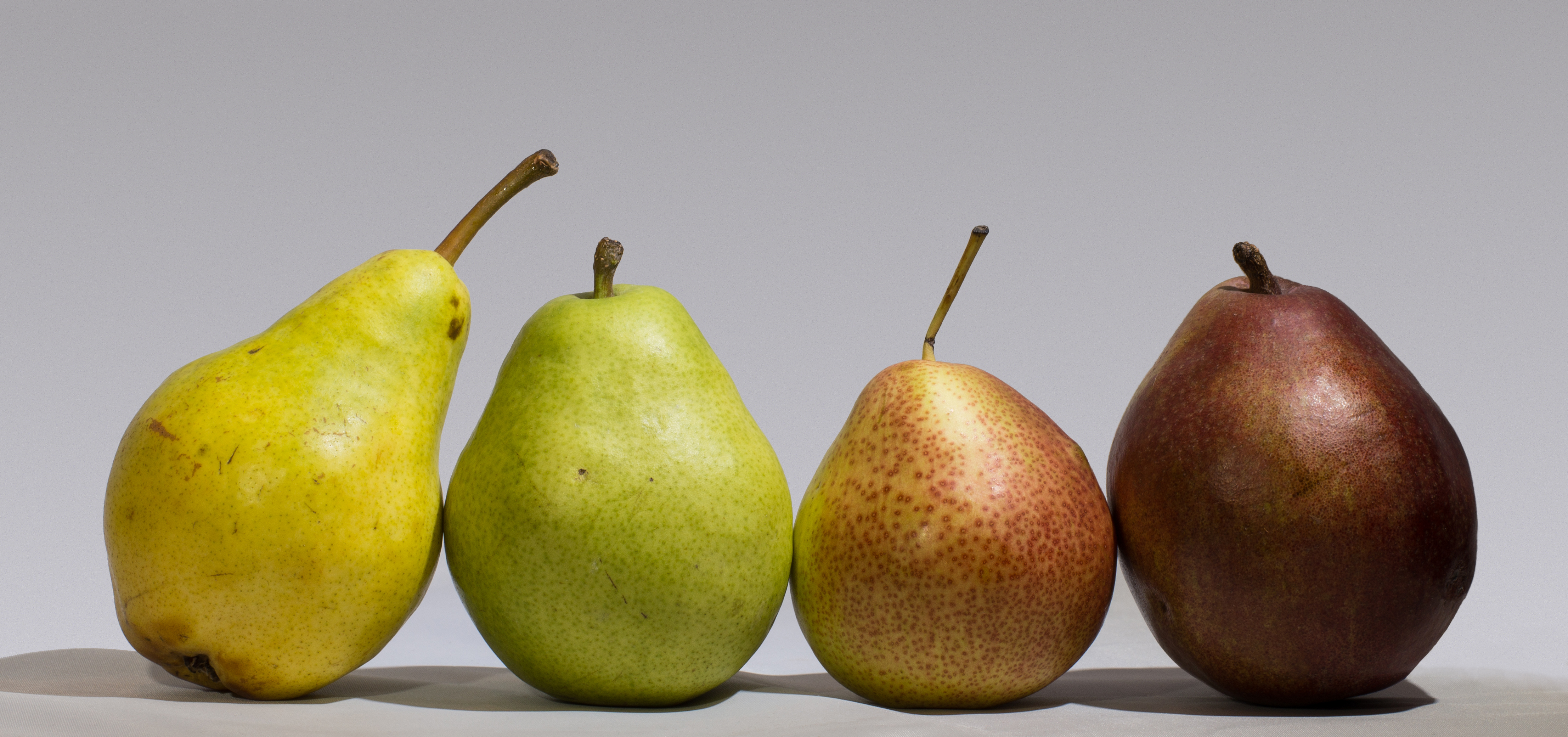
«pera» es un sustantivo contable en español porque se puede convertir en plural («peras») y puede ir precedido de numerales (en la foto «cuatro peras»). Hace referencia a conceptos que se pueden contar.

Un sustantivo contable es un nombre común que se refiere a un concepto discreto separable en unidades discretas y que por tanto se puede contar (por ejemplo, coche, árbol, etc). En cambio un sustantivo incontable o sustantivo de masa designa algún tipo de realidad material que no se presenta en unidades discretas, sino generalmente en forma de una masa arbitrarimente divisible (por ejemplo, 'agua', 'trigo', '[dinero] efectivo' etc).
La distinción es importante porque en muchas lenguas esta distinción semántica tiene consecuencias gramaticales, por ejemplo en español, los sustantivos concretos admiten plural y ser precedidos de numerales. Los incontables a veces admiten plural en un sentido diferente al de los contables (3b) o no admiten plural (2b):
(1a) Una manzana  (contable)
(1b) Dos manzanas
(2a) No tengo efectivo (incontable)
(2b) *No tengo efectivos [referido al dinero]
(3a) Agua (incontable)
(3b) Las aguas minerales = 'Los diferentes tipos de agua mineral'

## Sustantivos contables en otros idiomas

### Sustantivos contables en inglés
Para pequeños grupos, se usa a few como nombre contable, como por ejemplo there are a few apples in the fridge. También se utiliza many, como por ejemplo Are there many apples in the fridge?, y a lot of en cualquier tipo de oración, como por ejemplo We've got a lot of apples in the fridge; si no existe un sustantivo, se utiliza a lot, como por ejemplo He eats a lot. Este último también se puede utilizar para sustantivos incontables. Un sustantivo contable es un nombre común que se refiere a un concepto discreto separable en unidades discretas y que por tanto se puede contar.